# واوکس ان بوگی
واوکس ان بوگی (به فرانسوی: Vaux-en-Bugey) یک کمون در فرانسه است که در Canton of Lagnieu واقع شده‌است.

## خصوصیات
واوکس ان بوگی ۸٫۲۲ کیلومترمربع مساحت و ۱٬۱۱۵ نفر جمعیت دارد و ۲۷۷ متر بالاتر از سطح دریا واقع شده‌است.